# Ben Brereton Díaz
Benjamin Anthony Brereton (AFI /ˈbrɪətən/; Stoke-on-Trent, 18 de abril de 1999),conocido también como Ben Brereton Díaz, es un futbolista británico nacionalizado chileno que juega de delantero en el Sheffield United F.C. de la Championship. Es internacional con la selección de fútbol de Chile desde el 14 de junio de 2021. Anteriormente fue internacional con la selección de fútbol de Inglaterra en sus categorías menores desde el 27 de marzo de 2017 hasta el 29 de julio de 2018.
Nacido en Inglaterra, representó a su país natal en las categorías sub-19 y sub-20 antes de ser seleccionado para representar al país de su madre en la Copa América 2021 disputada en Brasil, siendo legalmente elegible gracias a que su madre, Andrea Díaz, es chilena. Tras obtener su carta de nacionalización y debutar por la selección chilena, usa en su camiseta el nombre de Brereton Díaz, por la costumbre de los nombres en español de llevar el apellido de ambos padres.

## Familia y primeros años
Nació en Stoke-on-Trent, Staffordshire, y asistió a la escuela secundaria de Blythe Bridge. Su madre es Andrea Díaz, nacida en Penco (Chile). Ella es nieta de Juan Díaz, iniciador de la Fábrica Nacional de Loza (luego Lozapenco y actualmente Fanaloza), la empresa de cerámica ubicada en la ciudad de Penco; e hija de Genaro Díaz, quien viajó a Inglaterra para estudiar cerámica en Stoke-on-Trent y regresó a Chile. En 1986, Andrea viajó a Inglaterra y, más tarde, la familia se radicó definitivamente en dicho país. Su padre, Martin Brereton, es un policía inglés que fue futbolista amateur en la Potteries and District Sunday League. Ambos se conocieron en Stoke-on-Trent, se casaron y tuvieron dos hijos, siendo Ben el mayor de ellos.

## Trayectoria

### Nottingham Forest
Tras formar parte de las divisiones inferiores de Manchester United (2006-13) y Stoke City (2013-15), Brereton firmó con el Nottingham Forest de la Championship en el verano de 2015. Tras su impresionante forma en los equipos de la academia del club, con 15 goles en 20 partidos, Brereton firmó un nuevo contrato con el club el 31 de diciembre de 2016. A pesar del interés de clubes de la Premier League, como el Liverpool y el Manchester United, en enero de 2017, Brereton se quedó en el Forest e hizo su debut profesional el 25 de enero de 2017 como suplente en el minuto 76 durante la derrota por 2-0 ante el Leeds United. Brereton anotó su primer gol como profesional el 4 de febrero, anotando en el tiempo de descuento contra el Aston Villa para darle al Forest la victoria por 2-1.
El 27 de marzo de 2017, después de haber hecho diez apariciones y haber anotado contra Fulham y Brentford, Brereton fue nominado para el premio al Aprendiz del Campeonato del Año. Fue uno de los tres jugadores nominados, los otros nombrados fueron Lloyd Kelly del Bristol City y George Hirst del Sheffield Wednesday. Brereton fue anunciado como el ganador en los Premios EFL en el Hotel Hilton, Park Lane, el 9 de abril. Brereton firmó un contrato a largo plazo con el Forest el 22 de junio, manteniéndolo bajo contrato en el club hasta 2021.

### Blackburn Rovers
El 28 de agosto de 2018, Brereton firmó un préstamo al Blackburn Rovers, con opción de compra al final de la temporada. El 4 de enero de 2019 fichó permanentemente por el club, la cifra de la transferencia no fue revelada.
Durante septiembre de 2021, Brereton logró anotar seis goles en cinco partidos, incluyendo su primer triplete profesional contra el Cardiff City. Esto subsecuentemente le valió para ser galardonado con el premio al Jugador del Mes de la EFL Championship. Producto de su gran desempeño individual en la temporada 2021-22 junto con el Blackburn y a sus apariciones con la selección chilena, Brereton despertó el interés de grandes clubes de Europa, como Manchester United, West Ham United, Sevilla, Fenerbahce, Fiorentina y Niza 

### Villarreal Club de Fútbol
El 4 de julio de 2023, el Villarreal C. F. de la Primera División de España anunció la llegada del jugador anglochileno como agente libre, firmando por cuatro temporadas con el "Submarino Amarillo".Tras un primer tramo de temporada decepcionante el jugador es cedido al Sheffield United.

## Selección nacional

### Selecciones menores
En marzo de 2017, Brereton recibió su primera convocatoria a la selección inglesa  tras ser incluido en el equipo sub-19 para los partidos contra España, Noruega y Bielorrusia. El jugador fue titular en la victoria inglesa de 3-0 contra España e ingresó como sustituto en la victoria de 5-1 contra Bielorrusia.
Posteriormente fue convocado para jugar por Inglaterra en el Campeonato Europeo de la UEFA Sub-19 2017. En la fase de grupos, marcó el gol de la victoria contra los Países Bajos y dos contra Alemania. También entró como sustituto en la final contra Portugal, donde Inglaterra ganó 2-1 y consiguió el título de campeón. Debido a su desempeño, fue uno de los cuatro goleadores del torneo. Volvió a representar a Inglaterra en el Campeonato Europeo de la UEFA Sub-19 2018, donde marcó un gol en la victoria 3-2 contra Turquía.

### Selección adulta
Se ha difundido ampliamente que la información de la nacionalidad chilena fue encontrada por un usuario del videojuego Football Manager, llamado Álvaro Pérez, conocido en redes sociales como ChileanToon, quien inició una campaña en redes sociales mediante la etiqueta #BreretonALaRoja para dar a conocer el nombre del jugador en el país. Sin embargo, otra versión señala que el responsable fue Ricardo García, scouter de la selección chilena especializado en este tipo de casos. Tal como se cuenta desde la ANFP, fue durante junio de 2019 que García recibió la referencia por parte de un amigo suyo en Inglaterra, con la información en la mano, comenzó el proceso de pesquisa y búsqueda de árbol genealógico, para posteriormente contactarse con Andrea Díaz, la madre del futbolista. Finalmente, el scouter procedió a avisar al cuerpo técnico de Reinaldo Rueda.

### Copas América

#### Copa América 2021
Fue incluido en la nómina de la selección chilena para la Copa América 2021 disputada en Brasil. En dicho torneo, tuvo su debut con la selección el 14 de junio, cuando entró como suplente en el minuto 77 del empate 1-1 contra Argentina en el estadio Nilton Santos por la fase de grupos. El 18 de junio, disputó su segundo partido y primero como titular marcando su primer gol por la selección en la victoria 1-0 contra Bolivia. Por la tercera fecha, el combinado nacional se enfrentó a Uruguay en el cual Brereton aportó con una asistencia a Eduardo Vargas en el empate 1 a 1.
Finalmente, Brereton fue titular ante Paraguay en el último partido de la fase de grupos, y contra Brasil por los cuartos de final de la Copa América 2021 en el estadio Olímpico Nilton Santos de Río de Janeiro entró en el minuto 46 del segundo tiempo. Dicho partido terminaría a favor del cuadro brasileño por 1 a 0 lo que significo la eliminación del combinado chileno del torneo.

#### Copa América 2024
Fue incluido en la nómina de la selección chilena para la Copa América 2024 disputada en Estados Unidos. Sin embargo, Brereton fue suplente en los 3 partidos, donde la selección no pudo anotar goles, quedando eliminada en fase de grupos de forma controversial tras empatar su último partido ante Canadá.

### Clasificatorias

#### Clasificatorias Catar 2022
Su primera citación a la selección de Chile se produjo en mayo de 2021, bajo la dirección técnica de Martín Lasarte, quien lo nominó para dos fechas de las clasificatorias de Catar 2022, contra las selecciones de Argentina y Bolivia. Hizo su debut por las clasificatorias el 7 de octubre de 2021 en la derrota de Chile 2 a 0 ante Perú en el estadio Nacional del Perú. El 10 de octubre, en su segundo partido anotó en el minuto 68 su segundo gol oficial con la selección y  primero en las clasificatorias, en la victoria 2-0 ante la selección de Paraguay. Cuatro días después en su tercer partido eliminatorio anotó un nuevo gol, esta vez en la victoria 3-0 ante la selección de Venezuela.
Brereton continuó jugando las eliminatorias siendo ya titular con la selección, el 27 de enero de 2022 marcó su cuarto gol con la selección, en la derrota 1 a 2 de la selección frente a Argentina en el estadio Zorros del Desierto, Brereton marcó el 1 a 1 parcial en el minuto 20 del primer tiempo. El 1 de febrero, por la antepenúltima fecha frente al combinado boliviano, jugó como titular. Sin embargo, debido a la altura del estadio Hernando Siles de La Paz, fue sustituido en el minuto 74. Su último partido en las eliminatorias fue en la derrota por 0-2 de local ante Uruguay, quedando eliminada, en ese partido fue sustituido en el minuto 80.
Brereton jugó 7 partidos en las clasificatorias, anotando 3 goles y estuvo un total de 593 minutos, donde a pesar de que la Roja no clasificó para la cita mundialista, fue uno de los puntos más altos.

#### Clasificatorias Norteamérica 2026
Bajo la dirección técnica de Eduardo Berizzo, disputó los primeros 5 partidos de las clasificatorias como titular, sin lograr anotar goles, tras la renuncia de Berizzo, Nicolás Córdova como interino en la sexta fecha, lo puso como suplente en la derrota por 1-0 ante Ecuador, ingresando al minuto 55 por Alexander Aravena.
Tras la llegada de Ricardo Gareca, Brereton pasó de ser titular en la era Berizzo a ser alternativa en la era Gareca, en la séptima fecha ante Argentina, ingresó al minuto 79, donde Chile perdió por 3-0, posteriormente Gareca lo puso de titular en el partido de local ante Bolivia, sin embargo, pese a jugar bien, de forma inexplicable fue reemplazado al minuto 35 por Vicente Pizarro, causando el rechazo y las pifias del público chileno hacia Ricardo Gareca, el partido terminó en una histórica derrota por 1-2, tras lo ocurrido, Brereton no fue nominado en las siguientes fechas.

#### Participaciones en clasificatorias para Copas del Mundo
| Eliminatorias                   | Sede       | Resultado | Posición | Partidos | Goles |
| ------------------------------- | ---------- | --------- | -------- | -------- | ----- |
| Eliminatorias Catar 2022        | Sudamérica | Eliminado | 7.º      | 7        | 3     |
| Eliminatorias Norteamérica 2026 | Sudamérica | Eliminado |          | 8        | 0     |
| Total                           | Total      | Total     | Total    | 15       | 3     |

#### Participaciones en Copa América
| Torneo            | Sede           | Resultado        | Partidos | Goles | Asist. |
| ----------------- | -------------- | ---------------- | -------- | ----- | ------ |
| Copa América 2021 | Brasil         | Cuartos de final | 5        | 1     | 1      |
| Copa América 2024 | Estados Unidos | Fase de grupos   | 3        | 0     | 0      |

### Partidos con la selección absoluta
Actualizado hasta el 10 de septiembre de 2024.
| 1     | 14 de junio de 2021      | Nilton Santos, Río de Janeiro                 | Argentina     | 1-1       | Chile                |               |                       | Martín Lasarte  | Copa América 2021                 |
| 2     | 18 de junio de 2021      | Arena Pantanal, Cuiabá                        | Chile         | 1-0       | Bolivia              | 10'           |                       | Martin Lasarte  | Copa América 2021                 |
| 3     | 21 de junio de 2021      | Arena Pantanal, Cuiabá                        | Uruguay       | 1-1       | Chile                |               | 26' a Eduardo Vargas  | Martin Lasarte  | Copa América 2021                 |
| 4     | 24 de junio de 2021      | Mané Garrincha, Brasilia                      | Chile         | 0-2       | Paraguay             |               |                       | Martin Lasarte  | Copa América 2021                 |
| 5     | 2 de julio de 2021       | Nilton Santos, Río de Janeiro                 | Brasil        | 1-0       | Chile                |               |                       | Martín Lasarte  | Copa América 2021                 |
| 6     | 7 de octubre de 2021     | Estadio Nacional, Lima                        | Perú          | 2-0       | Chile                |               |                       | Martín Lasarte  | Clasificatorias a Catar 2022      |
| 7     | 10 de octubre de 2021    | San Carlos de Apoquindo, Santiago             | Chile         | 2-0       | Paraguay             | 68'           |                       | Martín Lasarte  | Clasificatorias a Catar 2022      |
| 8     | 14 de octubre de 2021    | San Carlos de Apoquindo, Santiago             | Chile         | 3-0       | Venezuela            | 73'           |                       | Martín Lasarte  | Clasificatorias a Catar 2022      |
| 9     | 11 de noviembre de 2021  | Defensores del Chaco, Asunción                | Paraguay      | 0-1       | Chile                |               |                       | Martín Lasarte  | Clasificatorias a Catar 2022      |
| 10    | 27 de enero de 2022      | Zorros del Desierto, Calama                   | Chile         | 1-2       | Argentina            | 20'           |                       | Martín Lasarte  | Clasificatorias a Catar 2022      |
| 11    | 1 de febrero de 2022     | Hernando Siles, La Paz                        | Bolivia       | 2-3       | Chile                |               |                       | Martín Lasarte  | Clasificatorias a Catar 2022      |
| 12    | 29 de marzo de 2022      | San Carlos de Apoquindo, Santiago             | Chile         | 0-2       | Uruguay              |               |                       | Martín Lasarte  | Clasificatorias a Catar 2022      |
| 13    | 6 de junio de 2022       | Mundialista, Daejeon                          | Corea del Sur | 2-0       | Chile                |               |                       | Eduardo Berizzo | Amistoso                          |
| 14    | 10 de junio de 2022      | Estadio Noevir, Kōbe                          | Chile         | 0-2       | Túnez                |               |                       | Eduardo Berizzo | Copa Kirin 2022                   |
| 15    | 14 de junio de 2022      | Estadio Panasonic, Suita                      | Chile         | 0-0 1-3 p | Ghana                |               |                       | Eduardo Berizzo | Copa Kirin 2022                   |
| 16    | 23 de septiembre de 2022 | RCDE Stadium, Barcelona                       | Marruecos     | 2-0       | Chile                |               |                       | Eduardo Berizzo | Amistoso                          |
| 17    | 27 de septiembre de 2022 | Estadio Franz Horr, Viena                     | Catar         | 2-2       | Chile                |               | 78' a Arturo Vidal    | Eduardo Berizzo | Amistoso                          |
| 18    | 27 de marzo de 2023      | Estadio Monumental, Santiago                  | Chile         | 3-2       | Paraguay             |               |                       | Eduardo Berizzo | Amistoso                          |
| 19    | 11 de junio de 2023      | Ester Roa Rebolledo, Concepción               | Chile         | 3-0       | Cuba                 |               |                       | Eduardo Berizzo | Amistoso                          |
| 20    | 16 de junio de 2023      | Sausalito, Viña del Mar                       | Chile         | 5-0       | República Dominicana | 11', 17', 25' |                       | Eduardo Berizzo | Amistoso                          |
| 21    | 20 de junio de 2023      | El Tahuichi, Santa Cruz de la Sierra          | Bolivia       | 0-0       | Chile                |               |                       | Eduardo Berizzo | Amistoso                          |
| 22    | 8 de septiembre de 2023  | Estadio Centenario, Montevideo                | Uruguay       | 3-1       | Chile                |               |                       | Eduardo Berizzo | Clasificatorias Norteamérica 2026 |
| 23    | 12 de septiembre de 2023 | Estadio Monumental, Santiago                  | Chile         | 0-0       | Colombia             |               |                       | Eduardo Berizzo | Clasificatorias Norteamérica 2026 |
| 24    | 12 de octubre de 2023    | Estadio Monumental, Santiago                  | Chile         | 2-0       | Perú                 |               |                       | Eduardo Berizzo | Clasificatorias Norteamérica 2026 |
| 25    | 17 de octubre de 2023    | Estadio Monumental, Maturín                   | Venezuela     | 3-0       | Chile                |               |                       | Eduardo Berizzo | Clasificatorias Norteamérica 2026 |
| 26    | 16 de noviembre de 2023  | Estadio Monumental, Santiago                  | Chile         | 0-0       | Paraguay             |               |                       | Eduardo Berizzo | Clasificatorias Norteamérica 2026 |
| 27    | 21 de noviembre de 2023  | Rodrigo Paz Delgado, Quito                    | Ecuador       | 1-0       | Chile                |               |                       | Nicolás Córdova | Clasificatorias Norteamérica 2026 |
| 28    | 22 de marzo de 2024      | Ennio Tardini, Parma                          | Albania       | 0-3       | Chile                |               | 90+2' a Víctor Dávila | Ricardo Gareca  | Amistoso                          |
| 29    | 26 de marzo de 2024      | Stade Vélodrome, Marsella                     | Francia       | 3-2       | Chile                |               |                       | Ricardo Gareca  | Amistoso                          |
| 30    | 11 de junio de 2024      | Estadio Nacional de Santiago, Santiago        | Chile         | 3-0       | Paraguay             |               |                       | Ricardo Gareca  | Amistoso                          |
| 31    | 21 de junio de 2024      | AT&T Stadium, Arlington                       | Perú          | 0-0       | Chile                |               |                       | Ricardo Gareca  | Copa América 2024                 |
| 32    | 25 de junio de 2024      | MetLife Stadium, East Rutherford              | Chile         | 0-1       | Argentina            |               |                       | Ricardo Gareca  | Copa América 2024                 |
| 33    | 29 de junio de 2024      | Exploria Stadium, Orlando (Florida)           | Canadá        | 0-0       | Chile                |               |                       | Ricardo Gareca  | Copa América 2024                 |
| 34    | 5 de septiembre de 2024  | Estadio Monumental, Buenos Aires, Argentina   | Argentina     | 3-0       | Chile                |               |                       | Ricardo Gareca  | Clasificatorias Norteamérica 2026 |
| 35    | 10 de septiembre de 2024 | Estadio Nacional de Santiago, Santiago, Chile | Chile         | 1-2       | Bolivia              |               |                       | Ricardo Gareca  | Clasificatorias Norteamérica 2026 |
| Total | Total                    | Total                                         | Presencias    | 35        | Goles                | 7             | 3                     |                 |                                   |

| Selección chilena | Selección chilena | Selección chilena | Selección chilena |
| Año               | Partidos          | Goles             | Asistencias       |
| ----------------- | ----------------- | ----------------- | ----------------- |
| 2021              | 9                 | 3                 | 1                 |
| 2022              | 8                 | 1                 | 1                 |
| 2023              | 10                | 3                 | 0                 |
| 2024              | 8                 | 0                 | 1                 |
| Total             | 35                | 7                 | 3                 |

### Goles con la selección chilena
Actualizado hasta el 16 de junio de 2023.
| 1 | 18 de junio de 2021   | Arena Pantanal, Cuiabá            | Bolivia              | 1-0 | 1-0 | Copa América 2021               |
| 2 | 10 de octubre de 2021 | San Carlos de Apoquindo, Santiago | Paraguay             | 1-0 | 2-0 | Clasificatorias para Catar 2022 |
| 3 | 14 de octubre de 2021 | San Carlos de Apoquindo, Santiago | Venezuela            | 3-0 | 3-0 | Clasificatorias para Catar 2022 |
| 4 | 27 de enero de 2022   | Zorros del Desierto, Calama       | Argentina            | 1-1 | 1-2 | Clasificatorias para Catar 2022 |
| 5 | 16 de junio de 2023   | Estadio Sausalito, Viña del Mar   | República Dominicana | 1-0 | 5-0 | Amistoso                        |
| 6 | 16 de junio de 2023   | Estadio Sausalito, Viña del Mar   | República Dominicana | 2-0 | 5-0 | Amistoso                        |
| 7 | 16 de junio de 2023   | Estadio Sausalito, Viña del Mar   | República Dominicana | 3-0 | 5-0 | Amistoso                        |

## Estadísticas

### Clubes
Actualizado al último partido disputado el 12 de agosto de 2025.
| Club                               | Div.          | Temporada     | Liga  | Liga  | Liga   | Copas | Copas | Copas  | Internacional | Internacional | Internacional | Total | Total | Total  | Media goleadora |
| Club                               | Div.          | Temporada     | Part. | Goles | Asist. | Part. | Goles | Asist. | Part.         | Goles         | Asist.        | Part. | Goles | Asist. | Media goleadora |
| ---------------------------------- | ------------- | ------------- | ----- | ----- | ------ | ----- | ----- | ------ | ------------- | ------------- | ------------- | ----- | ----- | ------ | --------------- |
| Nottingham Forest F. C. Inglaterra | 2.ª           | 2016-17       | 18    | 3     | 3      | —     | —     | —      | —             | —             | —             | 18    | 3     | 3      | 0.17            |
| Nottingham Forest F. C. Inglaterra | 2.ª           | 2017-18       | 35    | 5     | 3      | 4     | 1     | 0      | —             | —             | —             | 39    | 6     | 3      | 0.15            |
| Nottingham Forest F. C. Inglaterra | Total club    | Total club    | 53    | 8     | 6      | 4     | 1     | 0      | 0             | 0             | 0             | 57    | 9     | 6      | 0.16            |
| Blackburn Rovers F. C. Inglaterra  | 2.ª           | 2018-19       | 25    | 1     | 1      | 3     | 0     | 0      | —             | —             | —             | 28    | 1     | 1      | 0.04            |
| Blackburn Rovers F. C. Inglaterra  | 2.ª           | 2019-20       | 15    | 1     | 0      | 2     | 0     | 1      | —             | —             | —             | 17    | 1     | 1      | 0.06            |
| Blackburn Rovers F. C. Inglaterra  | 2.ª           | 2020-21       | 40    | 7     | 4      | 3     | 0     | 0      | —             | —             | —             | 43    | 7     | 4      | 0.16            |
| Blackburn Rovers F. C. Inglaterra  | 2.ª           | 2021-22       | 37    | 22    | 3      | 2     | 0     | 0      | —             | —             | —             | 39    | 22    | 3      | 0.56            |
| Blackburn Rovers F. C. Inglaterra  | 2.ª           | 2022-23       | 43    | 14    | 4      | 7     | 2     | 0      | —             | —             | —             | 50    | 16    | 4      | 0.32            |
| Blackburn Rovers F. C. Inglaterra  | Total club    | Total club    | 160   | 45    | 12     | 17    | 2     | 1      | 0             | 0             | 0             | 177   | 47    | 13     | 0.27            |
| Villarreal C. F. · España          | 1.ª           | 2023-24       | 14    | 0     | 0      | 1     | 0     | 0      | 5             | 0             | 0             | 20    | 0     | 0      | 0               |
| Villarreal C. F. · España          | Total club    | Total club    | 14    | 0     | 0      | 1     | 0     | 0      | 5             | 0             | 0             | 20    | 0     | 0      | 0               |
| Sheffield United F. C. Inglaterra  | 1.ª           | 2023-24       | 14    | 6     | 1      | 2     | 0     | 0      | —             | —             | —             | 16    | 6     | 1      | 0.38            |
| Southampton F. C. Inglaterra       | 1.ª           | 2024-25       | 10    | 0     | 0      | 3     | 0     | 0      | —             | —             | —             | 13    | 0     | 0      | 0               |
| Sheffield United F. C. Inglaterra  | 2.ª           | 2024-25       | 17    | 4     | 3      | 0     | 0     | 0      | —             | —             | —             | 17    | 4     | 3      | 0.24            |
| Sheffield United F. C. Inglaterra  | Total club    | Total club    | 31    | 10    | 4      | 2     | 0     | 0      | 0             | 0             | 0             | 33    | 10    | 4      | 0.3             |
| Southampton F. C. Inglaterra       | 2.ª           | 2025-26       | 0     | 0     | 0      | 1     | 0     | 0      | —             | —             | —             | 1     | 0     | 0      | 0               |
| Southampton F. C. Inglaterra       | Total club    | Total club    | 10    | 0     | 0      | 4     | 0     | 0      | 0             | 0             | 0             | 14    | 0     | 0      | 0               |
| Total carrera                      | Total carrera | Total carrera | 268   | 63    | 22     | 28    | 3     | 1      | 5             | 0             | 0             | 301   | 66    | 23     | 0.22            |
| 1. 2. 3.                           |               |               |       |       |        |       |       |        |               |               |               |       |       |        |                 |

### Selecciones
| Selección         | Temporada     | Amistosos | Amistosos | Amistosos | Continental | Continental | Continental | Mundial | Mundial | Mundial | Total | Total | Total  | Media goleadora |
| Selección         | Temporada     | Part.     | Goles     | Asist.    | Part.       | Goles       | Asist.      | Part.   | Goles   | Asist.  | Part. | Goles | Asist. | Media goleadora |
| ----------------- | ------------- | --------- | --------- | --------- | ----------- | ----------- | ----------- | ------- | ------- | ------- | ----- | ----- | ------ | --------------- |
| Sub-19 Inglaterra | 2017          | 2         | 0         | 0         | 10          | 4           | 1           | —       | —       | —       | 12    | 4     | 1      | 0.33            |
| Sub-19 Inglaterra | 2018          | —         | —         | —         | 6           | 1           | 0           | —       | —       | —       | 6     | 1     | 0      | 0.17            |
| Sub-19 Inglaterra | Total         | 2         | 0         | 0         | 21          | 5           | 1           | 0       | 0       | 0       | 18    | 5     | 1      | 0.28            |
| Sub-20 Inglaterra | 2018          | 1         | 0         | 0         | —           | —           | —           | —       | —       | —       | 1     | 0     | 0      | 0,00            |
| Sub-20 Inglaterra | Total         | 1         | 0         | 0         | 1           | 0           | 0           | 0       | 0       | 0       | 1     | 0     | 0      | 0,00            |
| Absoluta · Chile  | 2021          | —         | —         | —         | 9           | 3           | 1           | —       | —       | —       | 9     | 3     | 1      | 0.33            |
| Absoluta · Chile  | 2022          | 5         | 0         | 1         | 3           | 1           | 0           | —       | —       | —       | 8     | 1     | 1      | 0.13            |
| Absoluta · Chile  | 2023          | 4         | 3         | 0         | 6           | 0           | 0           | —       | —       | —       | 10    | 3     | 0      | 0.3             |
| Absoluta · Chile  | 2024          | 3         | 0         | 1         | —           | —           | —           | —       | —       | —       | 3     | 0     | 1      | 0.3             |
| Absoluta · Chile  | Total         | 12        | 3         | 2         | 18          | 4           | 1           | 0       | 0       | 0       | 30    | 7     | 3      | 0.26            |
| Total carrera     | Total carrera | 15        | 3         | 2         | 34          | 9           | 2           | 0       | 0       | 0       | 49    | 12    | 4      | 0.26            |
| 1.                |               |           |           |           |             |             |             |         |         |         |       |       |        |                 |

### Resumen estadístico
| Competición                    | Partidos | Goles | Asistencias | Promedio |
| ------------------------------ | -------- | ----- | ----------- | -------- |
| Championship                   | 229      | 57    | 21          | 0.25     |
| LaLiga                         | 14       | 0     | 0           | 0        |
| Premier League                 | 24       | 6     | 1           | 0.25     |
| UEFA Europa League             | 5        | 0     | 0           | 0        |
| Copa de la Liga                | 13       | 2     | 1           | 0.15     |
| FA Cup                         | 13       | 1     | 0           | 0.08     |
| Copa del Rey                   | 1        | 0     | 0           | 0        |
| Selección absoluta de Chile    | 35       | 7     | 3           | 0.2      |
| Selección sub-20 de Inglaterra | 1        | 0     | 0           | 0.00     |
| Selección sub-19 de Inglaterra | 18       | 5     | 1           | 0.28     |
| Total                          | 353      | 78    | 27          | 0.22     |

### Tripletes
| 1 | 25 de septiembre de 2021 | Ewood Park, Blackburn   | Blackburn Rovers - Cardiff City FC |  | 5-1 | EFL Championship 2021-22 |
| 2 | 16 de junio de 2023      | Sausalito, Viña del Mar | Chile - República Dominicana       |  | 5-0 | Amistoso                 |

## Palmarés

### Títulos internacionales
| Título                    | Equipo (*)                     | Sede    | Año  |
| ------------------------- | ------------------------------ | ------- | ---- |
| Campeonato Europeo sub-19 | Selección de Inglaterra sub-19 | Georgia | 2017 |

### Distinciones individuales
| Distinción                                                 | Año     |
| ---------------------------------------------------------- | ------- |
| Goleador del Campeonato Europeo sub-19                     | 2017    |
| Aprendiz del año de la EFL Championship                    | 2016-17 |
| Jugador del mes de la EFL Championship: septiembre         | 2021    |
| Incluido en el equipo ideal del año de la EFL Championship | 2021    |
| Mejor jugador de la temporada en la EFL Championship       | 2021-22 |
| Mejor deportista del fútbol masculino de Chile             | 2022    |